# منظمة دولية
المنظمات الدولية هي الهيئات والمؤسسات التي يتكون منها المجتمع الدولي وتشارك في تفعيل إرادة الجماعة الدولية وهي منظمات لأنها تقوم على هيكل إداري تنفيذي وتقوم على إرادة مجموعة من الأشخاص الاعتبارية (مثل المنظمات الدولية الحكومية) التي تتكون من الدول كمنظمة الأمم المتحدة وغيرها من المنظمات التي تتكون من انضمام مجموعة من الدول إلى ميثاق أو اتفاقية معنية بإنشاء وعمل المنظمة.

## المصطلح
يشار إلى المنظمات الدولية أحيانًا باسم المنظمات الحكومية الدولية (إن جي أو)، لتوضيح التمييز عن المنظمات الدولية غير الحكومية ( إن جي أو)، وهي منظمات غير حكومية (إن جي أو) تعمل على المستوى الدولي. وتشمل هذه المنظمات الدولية غير الربحية مثل المنظمة العالمية للحركة الكشفية، واللجنة الدولية للصليب الأحمر، ومنظمة أطباء بلا حدود، وكذلك مجموعات الضغط التي تمثل مصالح الشركات متعددة الجنسيات.
تتأسس المنظمات الحكومية الدولية بموجب معاهدة تعمل كميثاق لإنشاء المجموعة. ويجري تشكيل المعاهدات عندما يمر الممثلون القانونيون (الحكومات) لعدة دول بعملية التصديق، مما يوفر للمنظمات الحكومية الدولية شخصية قانونية دولية. وتعتبر المنظمات الحكومية الدولية جانبًا هامًا من جوانب القانون الدولي العام.
في عام 1935 عرّف بيتمان ب. بوتر المنظمة الدولية على أنها «جمعية أو اتحاد أمم أسسوه أو اعترفوا به لغرض تحقيق غاية مشتركة». وميز بين المنظمات الثنائية والمتعددة الأطراف من جهة والمنظمات العرفية أو التقليدية من جهة أخرى.
يجب التمييز بين المنظمات الحكومية الدولية بالمعنى القانوني للتجمعات أو الائتلافات البسيطة للدول، مثل مجموعة الدول الصناعية السبع أو اللجنة الرباعية حول الشرق الأوسط. فلم يجري تأسيس مثل هذه المجموعات أو الاتحادات بواسطة مستند تأسيسي وهي موجودة فقط كمجموعات مهام. ويجب أيضًا التمييز بين المنظمات الحكومية الدولية والمعاهدات. إن العديد من المعاهدات (مثل اتفاقية التجارة الحرة لأمريكا الشمالية (نافتا) أو الاتفاقية العامة للتعريفة الجمركية والتجارة (جات) قبل إنشاء منظمة التجارة العالمية) لا تنشئ أمانة مستقلة وتعتمد بدلًا من ذلك على الأطراف في إدارتها من خلال إنشاء لجنة مشتركة مثلًا. وأنشأت معاهدات أخرى جهازًا إداريًا لم يُعتبَر أنه مُنح سلطة قانونية ملزمة. والمفهوم الأوسع الذي يجري فيه تنظيم العلاقات بين ثلاث دول أو أكثر وفقًا لمبادئ معينة تشترك فيها هو تعددية الأطراف.

## الأنواع والأهداف
تختلف المنظمات الحكومية الدولية في الوظيفة والعضوية ومعايير العضوية. ولديها أهداف ونطاقات مختلفة غالبًا ما يجري تحديدها في المعاهدة أو الميثاق. وتطور بعض المنظمات الحكومية الدولية لتلبية الحاجة إلى منتدى محايد للنقاش أو التفاوض لفض النزاعات. وتأسس البعض الآخر لتنفيذ المصالح المشتركة بأهداف موحدة للحفاظ على السلام من خلال حل النزاعات وتحسين العلاقات الدولية، وتعزيز التعاون الدولي في مسائل مثل حماية البيئة، وتعزيز حقوق الإنسان، وتعزيز التنمية الاجتماعية (التعليم، والرعاية الصحية)، لتقديم المساعدة الإنسانية والتنمية الاقتصادية. وبعضها أكثر عمومية في نطاقها (الأمم المتحدة) في حين أن البعض الآخر قد يكون لديه مهام خاصة بموضوع معين (مثل الإنتربول أو الاتحاد الدولي للاتصالات ومنظمات المعايير الأخرى).

## نشأة المنظمات الدولية
ترجع نشأة المنظمات الدولية إلى فكرة المؤتمر الدولي، لأنها في حقيقة الأمر ليست الا امتداد لهذه المؤتمرات، بعد إعطاء عنصر الدوام لها من خلال تطورات حدثت في نطاق أمانات المؤتمرات، خاصة ان المؤتمرات تعالج المسائل المشتركة للدول وهي تستجيب للمطالب العملية وتتخذ قراراتها بالإجماع، لذا فهي تبحث عن اتخاذ موقف مشترك أكثر من كونها تمارس سلطة فعلية، لأنها تحاول الحصول على مواقف متسقة بين الدول المشاركة في المؤتمر، ولكنها لا تفرض عليها إرادة خارجية، لكن المنظمات الدولية حصلت على إرادة ذاتية مستقلة عن الدول الأعضاء وبسكرتارية مستقلة، وقرارات تتخذ بالأغلبية البسيطة أو الموصوفة، ومن خلال أجهزة مكونة من أشخاص أخرى غير ممثلي الدول وتتمثل في (الإدارة المدنية للمنظمة الدولية) أو الموظفون الدوليون، وامتلكت المنظمات سلطات ذاتية ناتجة عن تفويض حقيقي من الدول. وغير ذلك من الاليات التي رسمت للمنظمة الدولية كهيئة قوية تملك سلطة تتخطى الدول.
وبصورة أخرى (هي مؤسسات وهيئات دائمة ذات إرادة ذاتية وشخصية قانونية ودولية مستقلة تنشئها مجموعة من الدول لتعزيز التعاون فيما بينهم وتحقيق أهدافها المشتركة ويبين ذلك الاتفاق المنشأ بينهم)

## قائمة المنظمات الدولية
- قائمة الدول الأعضاء في الأمم المتحدة | 193
- منظمة التعاون الرقمي
- منظمة الشرطة الجنائية الدولية#الدول الأعضاء
- المنظمة الهيدروغرافية الدولية
- صندوق النقد الدولي
- اتحاد اللغة الهولندية | 3
- قائمة أعضاء دول الكومنولث | 54
- الدول الأعضاء في الاتحاد الأوروبي | 27
- قائمة الدول الأعضاء في الاتحاد الأفريقي | 53
- لجنة الأمم المتحدة الاقتصادية والاجتماعية لغرب آسيا#الدول الأعضاء | 14
- منظمة التعاون الاقتصادي | 10
- المرصد الأوروبي الجنوبي | 15
- دول المركز
- مجموعة الطاقة

## مقالات خارجية
- المنظمات الدولية في موسوعة الجوريسبيديا القانون المشارك
- الإدارة المدنية الدولية للمنظمة الدولية
- الجامعات الافتراضية في العالم الإسلامي